# Kinh Sơn
Kinh Sơn (chữ Hán giản thể: 京山市) là một thành phố cấp huyện thuộc địa cấp thị Kinh Môn, tỉnh Hồ Bắc, Cộng hòa Nhân dân Trung Hoa. Thành phố này có diện tích 3520 ki-lô-mét vuông, dân số năm 2012 là 636.100 người. Mã số bưu chính là 431800. Mã vùng điện thoại là 0724. Về mặt hành chính, thành phố này được chia thành 14 trấn: Tân Thị, Vĩnh Hưng, Tào Vũ, La Điếm, Tống Hà, Bình Bá, Tam Dương, Lục Lâm, Dương Tập, Tôn Kiều, Thạch Long, Vĩnh Long, Nhạ Môn Khẩu, Tiền Trường.